# エルサレム公会 (1672年)

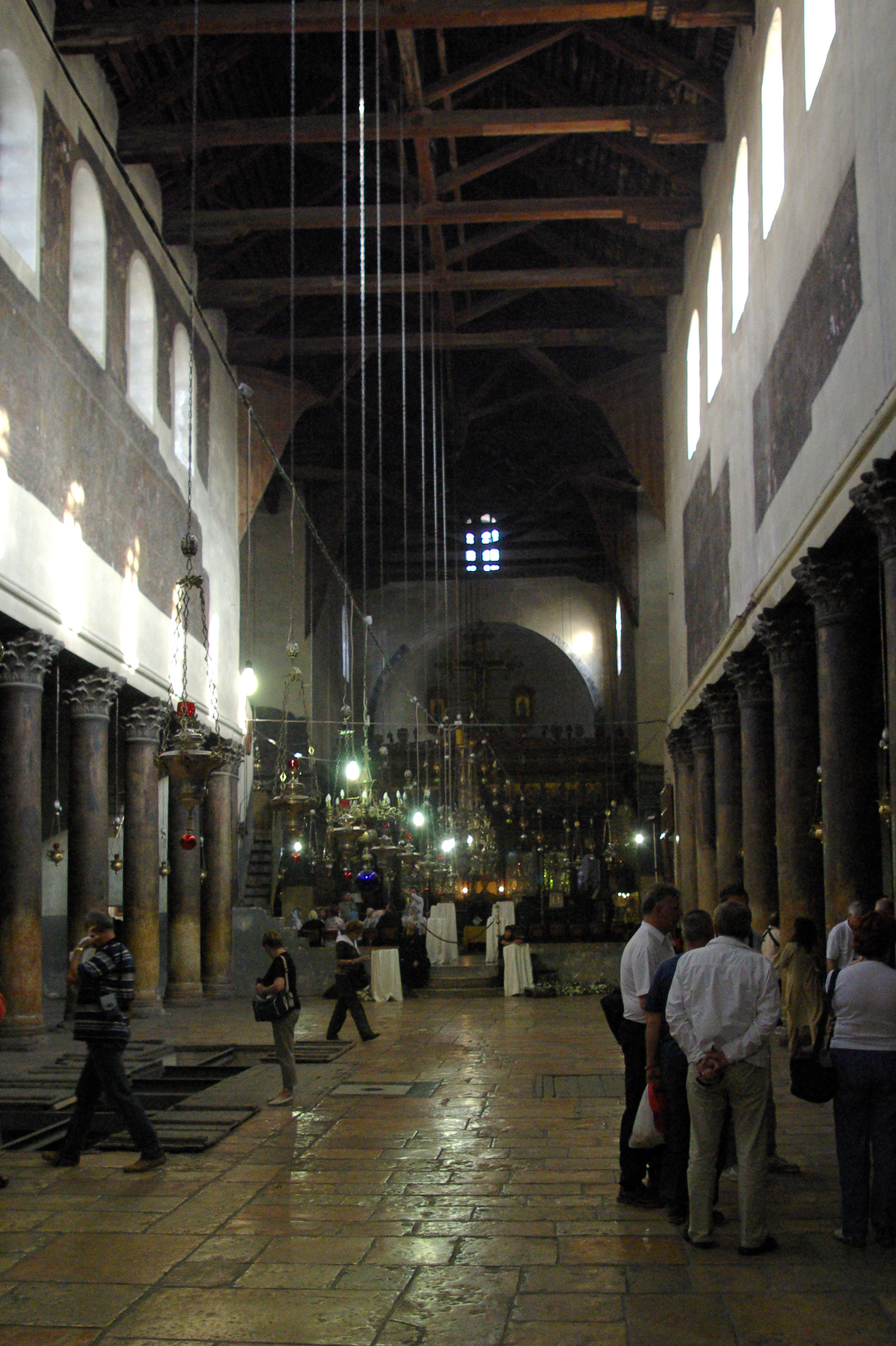
ペツレヘムの降誕教会の内部（一部。2008年撮影）

エルサレム公会（ロシア語: Иерусалимский Собор, 英語: Synod of Jerusalem）は、1672年にエルサレムで開かれた、正教会における公会議の一つ。ベツレヘムにある降誕教会で開催されたことから、「ベツレヘム公会」（英語: Synod of Bethlehem）もしくは「ベツレヘムおよびエルサレム公会」（ギリシア語: Ἐν Βηθλεὲµ καὶ Ἱεροσολύµοις Σύνοδος）とも呼ばれる。エルサレム総主教ドシセオス2世によって主導され、西方教会における宗教改革に対する正教の立場を明らかにした。
この公会において正教会は、プロテスタントによる宗教改革の教理を否定するにとどまらず、宗教改革におけるカトリック教会対プロテスタントの論争に直面して正教の伝統を正すよう努め、カトリック教会とも教理における強調点の違いをみせることとなった。

## 背景
17世紀、宗教改革におけるカトリック教会とプロテスタントの論争は正教会に影響を及ぼすに至った。プロテスタントの影響を強く受けたキリロス・ルカリスや、カトリック教会の影響を強く受けたペトロー・モヒーラといった人物が現れて居たのには、オスマン帝国が東ローマ帝国を滅ぼした後、正教会の神品が西方教会の教育機関に学ばざるを得ない状況が背景にあった。
エルサレム公会を主導したドシセオス2世はこうした状況の中で、独学で聖師父学を学びかろうじて正教の立場を明らかにしたと、現代の正教会において評価されている総主教である。

## 内容
エルサレム公会における宣言は（他の公会同様）多岐に亘るが、その内容の主なものを挙げる。
- 教会の役割と伝統の確認、プロテスタントの教理「聖書のみ」（sola scriptura）を否定[1]。
- 成義（義化）における、神の愛と恩寵の役割、および行為の役割を確言[1]（予定説の否定）。
- 七件機密の確言と、聖体機密についての象徴説・共在説の否定[1]。
- 旧約聖書正典をヘブライ語原典版が存在するものに限定するプロテスタントの主張を否定[1]。

公会決議にはエルサレム総主教ドシセオス2世のほか、68人の主教、聖職者（ロシアからの数名を含む）が署名した。

## 評価
先述の通り、正教会においては宗教改革に対する姿勢を明らかにした公会と位置づけられる。「東方正教会の重要かつ象徴的な文書の一つ」と評価されることもある。しかしながらエルサレム公会は、正教会において全地公会議として位置付けられる七つの公会議と同等の権威は得ていない。
正教は、教義・教理の組み合わせというよりも機密の中に生きる精神的経験である、とされることを前提とし、エルサレム公会は当時の時代背景を反映した重要かつ価値ある公会ではあるが、現代においては公会決議文よりも勧められる文献があると言われる場合もある。